# غيدو البرتي
غيدو البرتي (بالإيطالية: Guido Alberti)‏ (و. 1909 – 1996 م) هو ممثل، ورائد أعمال من إيطاليا . ولد في بينيفنتو .
توفي في روما، عن عمر يناهز 87 عاماً.
وهو مؤسس جائزة ستريجا عام 1947م أهم جائزة أدبية على الإطلاق في إيطاليا.

## روابط خارجية
- غيدو البرتي على موقع IMDb (الإنجليزية)
- غيدو البرتي على موقع ألو سيني (الفرنسية)
- غيدو البرتي على موقع أول موفي (الإنجليزية)
- غيدو البرتي على موقع قاعدة بيانات الأفلام السويدية (السويدية)
- غيدو البرتي على موقع قاعدة بيانات الفيلم (الإنجليزية)
- غيدو البرتي على موقع كينوبويسك (الروسية)